# 戈尔兹
戈尔兹（法語：Gorze，法語發音：[ɡɔʁz]）是法国摩泽尔省的一个市镇，属于梅斯区。

## 地理
戈尔兹（49°3'14"N, 5°59'56"E）面积17.94 平方千米，位于法国大東部大區摩泽尔省，该省份为法国东北部内陆省份，是洛林的一部分，西南接默尔特-摩泽尔省，东临下莱茵省，北与卢森堡和德国接壤。
与戈尔兹接壤的市镇（或旧市镇、城区）包括：阿尔纳维尔、马德河畔巴永维尔、尚布莱-比西耶尔、翁维尔、旺德兰维尔、昂西-多尔诺、摩泽尔河畔阿尔斯、摩泽尔河畔诺韦昂、勒宗维尔-维永维尔。

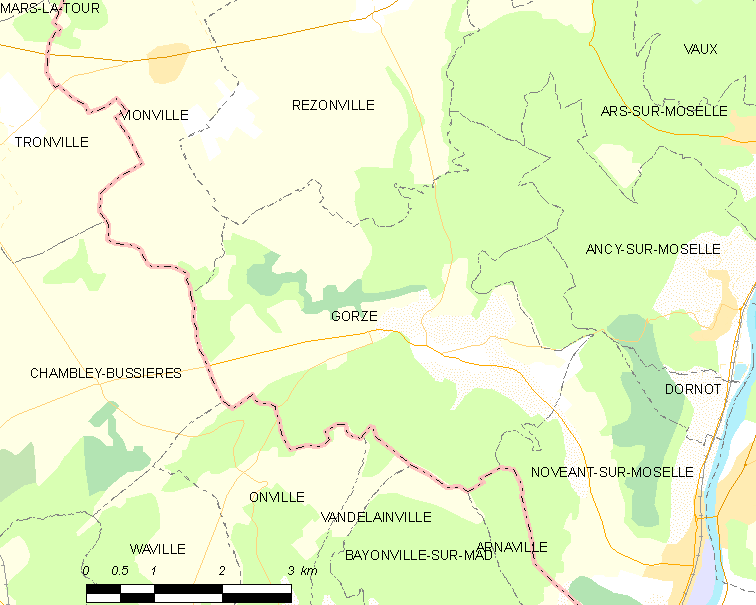
戈尔兹的OSM定位图

戈尔兹的时区为UTC+01:00、UTC+02:00（夏令时）。

## 行政
戈尔兹的邮政编码为57680，INSEE市镇编码为57254。

## 政治
戈尔兹所属的省级选区为摩泽尔山坡县。

## 人口

1962-2008年间戈尔兹人口变化图示

戈尔兹于2022年1月1日时的人口数量为1133人。